# Dimitar Petkov
Dimitar Nikolov Petkov (bolgárul Димитър Петков) (Başköy, Oszmán Birodalom [ma Románia, Tulcea megye, Nicolae Bălcescu] 1858. november 2.  – Szófia, 1907. március 11.) bolgár politikus, a Népi Liberális Párt tagja, Szófia polgármestere, 1906 és 1907 között, haláláig Bulgária 14. miniszterelnöke. 

## Élete
Petkov az akkor az Oszmán Birodalom területén született. 1875-ben Odesszába költözött. Katonaként harcolt a szerb–török (1876–1878) és az orosz–török háborúban (1877–78) is a törökök ellen. Önkéntes volt a bolgár milícia első századában, és részt vett a Szvistov, Sztara Zagora és a Sipka-szorosi csatákban. Az utóbbiban Petkov olyan súlyosan megsebesült, hogy amputálni kellett a bal karját. Bátorságáért II. Sándor orosz cár személyesen tüntette ki Szent György-kereszttel. 
A háború után Dimitar Petkov a Belügyminisztérium tisztviselője volt. Ebben az időszakban aktívan képezte magát, és rendszeres résztvevője volt a liberális párt vezetője, Petko Karavelov otthonában tartott találkozóknak. 1881 márciusában a Bulgarszki Glasz című konzervatív újságban megjelent egy cikk, amely szerint Petkov II. Sándor cár meggyilkolására buzdított, amit többször nyilvánosan kellett megcáfolnia. Ellenezte az akkori hatalmi rendszert, amiért 1882 és 1884 között börtönbüntetéssel is sújtották. Szabadulása után Sztefan Sztambolov közeli munkatársa lett és belépett az általa 1886-ban alapított Népi Liberális Pártba.
Dimitar Petkov 1886. július 20-án házasodott össze a bitolai születésű Ekaterina Rizovával (1869–1937), barátja, Dimitar Rizov nővérével. Négy gyermekük született: Radka, aki nem sokkal születése után, 1887-ben meghalt, Szófia (1890–1952), Petko (1891–1924) és Nikola (1893–1947). Petkov feleségétől 1895. december 10-én elvált. 
A Sztambolov-kormány alatt Petkov Szófia polgármestere (1888–1893), a parlament elnöke (1892–1893), kormánytag (1893–1894) és 1893. május 3. és 17. között a IV. Nagy Nemzetgyűlés elnöke volt. Polgármestersége alatt rendelte el Szófia csatornázásának a kiépítését, aminek következményeképpen 1910-re Szófia több mint 80%-a modern csatornarendszerrel rendelkezett. 
Dimitar Petkov tanúja volt Sztefan Sztambolov 1894-es meggyilkolásának, aminek egyik felelőseként I. Ferdinánd cárt vádolta meg. Racso Petrov kormányában (1903–1906) Petkov belügyminiszterként tevékenykedett, majd 1906. december 6-án miniszterelnök lett, majd kicsit több mint három hónappal később meggyilkolták.

## Halála

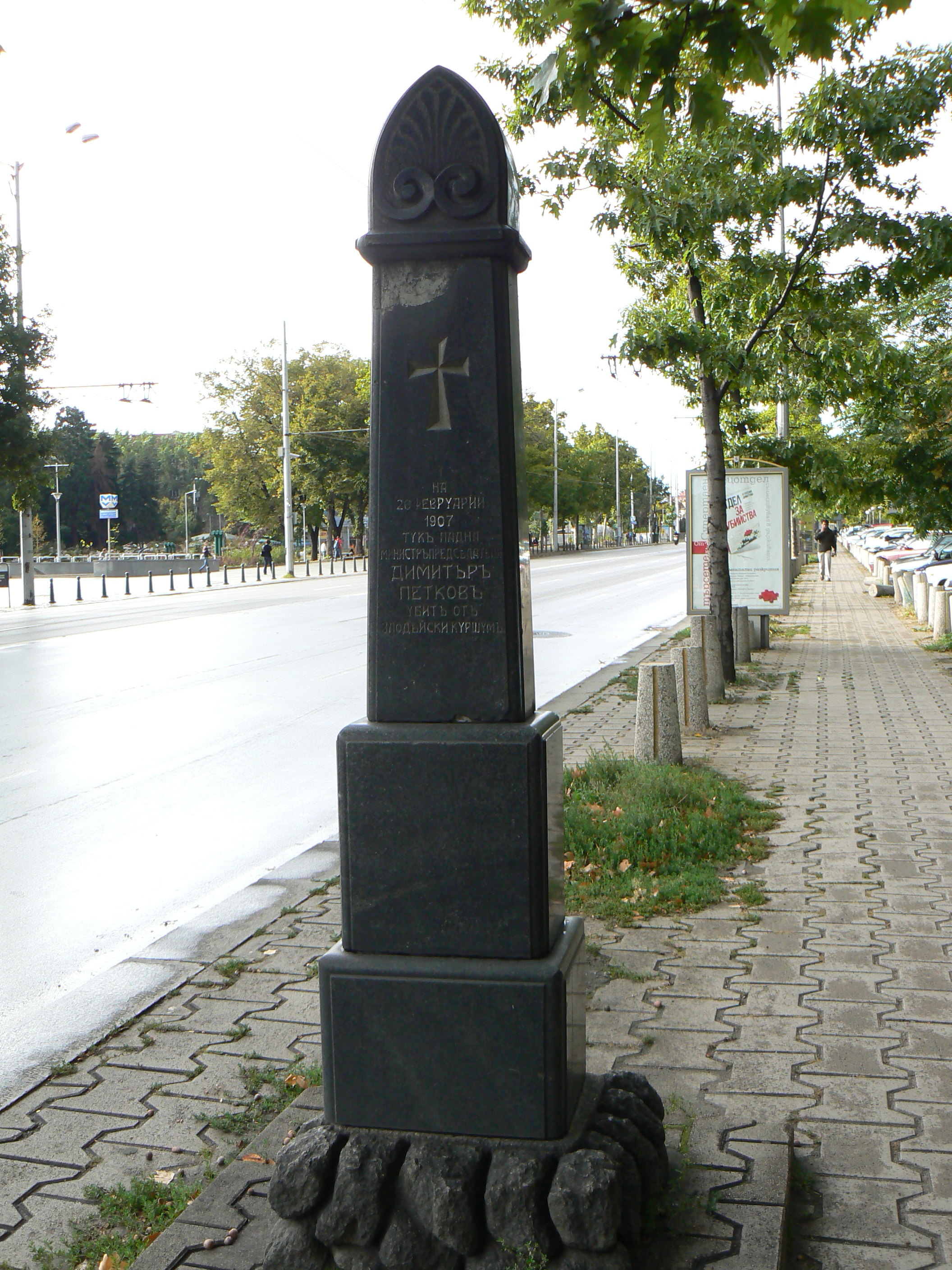
Emlékmű Dimitar Petkov halálának helyén a Car Oszvoboditel körúton

1907. március 11-én 17 órakor Alekszandr Petrov, a Bolgár Agrárbank korábban elbocsájtott hivatalnoka pisztollyal rálőtt Dimitar Petkovra a szófiai Car Oszvoboditel körúton. A merényletben a miniszterelnök életét vesztette és megsebesült az őt kísérő kereskedelmi és mezőgazdasági miniszter, Nikola Genadiev. Tettéért Petrovot halálra ítélték és ugyanazon év júliusában kötél által kivégezték. Dimitar Petkovot a hasonló körülmények között meggyilkolt Sztefan Sztambolov és Dimitar Grekov sírjai mellé temették. Dimitar Petkovnak a halálának helyén, a Car Oszvoboditel körúton, egy emlékművet készítettek a tiszteletére. Egyik fiát, Petko Petkovot is meggyilkolták az utcán 1924-ben, míg másik fiát Nikola Petkovot, a kommunista bolgár kormány koncepciós peren ítélte halálra és végezte ki 1947-ben.

## Fordítás
- Ez a szócikk részben vagy egészben  a   Dimitar Petkov című angol Wikipédia-szócikk fordításán alapul.  Az eredeti cikk szerkesztőit annak laptörténete sorolja fel. Ez a jelzés csupán a megfogalmazás eredetét és a szerzői jogokat jelzi, nem szolgál a cikkben szereplő információk forrásmegjelöléseként.
- Ez a szócikk részben vagy egészben  a(z)   Димитър Петков című bolgár Wikipédia-szócikk fordításán alapul.  Az eredeti cikk szerkesztőit annak laptörténete sorolja fel. Ez a jelzés csupán a megfogalmazás eredetét és a szerzői jogokat jelzi, nem szolgál a cikkben szereplő információk forrásmegjelöléseként.